# Candida multis-gemmis
Candida multis-gemmis är en svampart som först beskrevs av Buhagiar, och fick sitt nu gällande namn av S.A. Mey. & Yarrow 1978. Candida multis-gemmis ingår i släktet Candida, ordningen Saccharomycetales, klassen Saccharomycetes, divisionen sporsäcksvampar och riket svampar.   Inga underarter finns listade i Catalogue of Life.